# 兒玉郡
兒玉郡（日语：／ Kodama gun */?）是日本舊武藏國、埼玉縣西北部的一個郡。人口79,096人、面積163.10km²。（2004年10月1日現在）

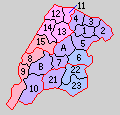
1.本庄町 2.藤田村 3.仁手村 4.旭村 5.北泉村 6.東兒玉村 7.兒玉町 8.青柳村 9.若泉村 10.本泉村 11.神保原村 12.賀美村 13.七本木村 14.長幡村 15.丹莊村 21.秋平村 22.松久村 23.大澤村 A.共和組合村 B.金屋組合村 （紫：本庄市 藍：美里町 紅：上里町 橙：神川町）

現轄有以下3町。
- 神川町
- 上里町
- 美里町